# Beffi
Beffi è una frazione del comune italiano di Acciano (AQ), in Abruzzo.

## Geografia fisica
Il borgo è situato nella media valle dell'Aterno, a sud-est dell'Aquila. È collocato alla sinistra del fiume Aterno, su di una rupe a 645 metri s.l.m., in posizione panoramica verso il monte Sirente a sud-ovest. È inoltre ricompreso nel parco naturale regionale Sirente-Velino.
Posto in posizione baricentrica tra la conca aquilana e la conca peligna, Beffi dista circa 30 km dall'Aquila e 35 km da Sulmona.

## Storia
Le prime documentazioni su Beffi risalgono al XI secolo, periodo in cui è già esistente la chiesa di San Lorenzo, descritta «in pertinentia castelli Bephi» e trasferita in quel periodo sotto il controllo dell'abbazia di Farfa in seguito alla donazione di Bernardo, figlio di Bezone. Successivamente il castello passò sotto il controllo di un figlio di Rainaldo di Beffi.

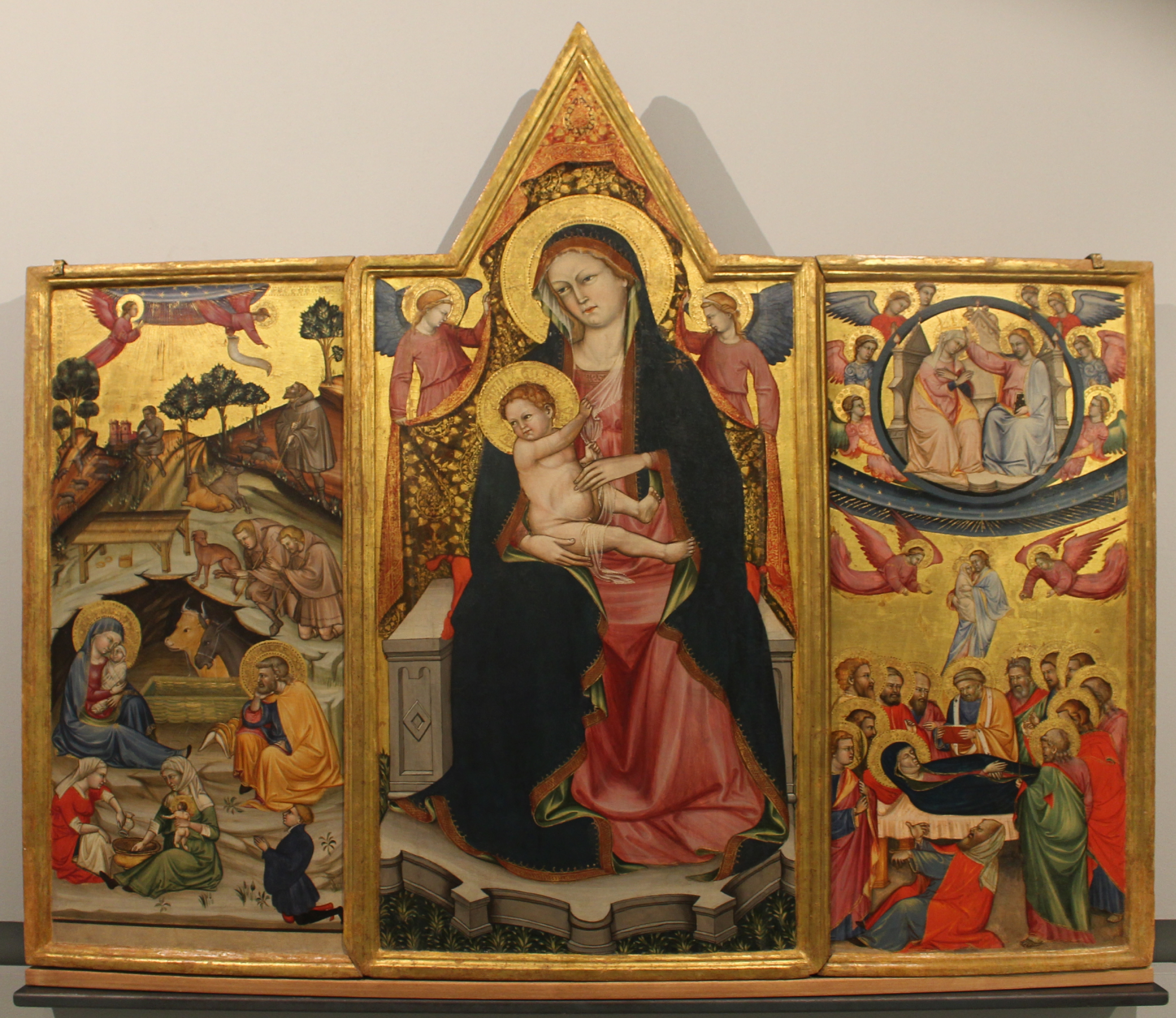
Il trittico di Beffi, oggi al museo nazionale d'Abruzzo all'L'Aquila.

Con la fondazione dell'Aquila, il castello fu oggetto di contesa tra l'arcidiocesi dell'Aquila e la diocesi di Valva: nel 1257 papa Alessandro IV lo collocò al margine meridionale del contado aquilano, posizione confermata nel 1294 da Carlo II di Napoli, mentre nel 1360 è menzionato tra i territori valvensi. In questo periodo, il borgo fortificato rivestì un'importante funzione strategica, rappresentando di fatto — insieme con il borgo di Goriano Valli nella valle Subequana, sulla sponda opposta dell'Aterno — la porta d'accesso alla città dell'Aquila; di questa rilevanza è testimone un'eccellente produzione artistica di cui è capofila il Trittico di Beffi (1410-1416), capolavoro dell'arte gotica abruzzese.
In seguito appartenne agli Scalegni, ai Silveri ed agli Strozzi. Il castello cominciò ad essere abbandonato nel Settecento.
A partire dal XIX secolo, il territorio di Beffi con le sue ville (San Lorenzo e Succiano) venne unito a quello di Acciano, venendo ricompreso nella provincia dell'Aquila. Subì danni nel 1915 dal terremoto della Marsica ― che causò il trasferimento degli abitanti nell'area denominata «Beffi Superiore», causando lo spopolamento dell'originario nucleo medievale ― e, soprattutto, nel 2009 dal terremoto dell'Aquila. 

### Simboli
Uno stemma di Beffi è visibile sul portale d'accesso al borgo fortificato e presenta San Michele arcangelo su di una torre.

## Monumenti e luoghi d'interesse

### Architetture religiose

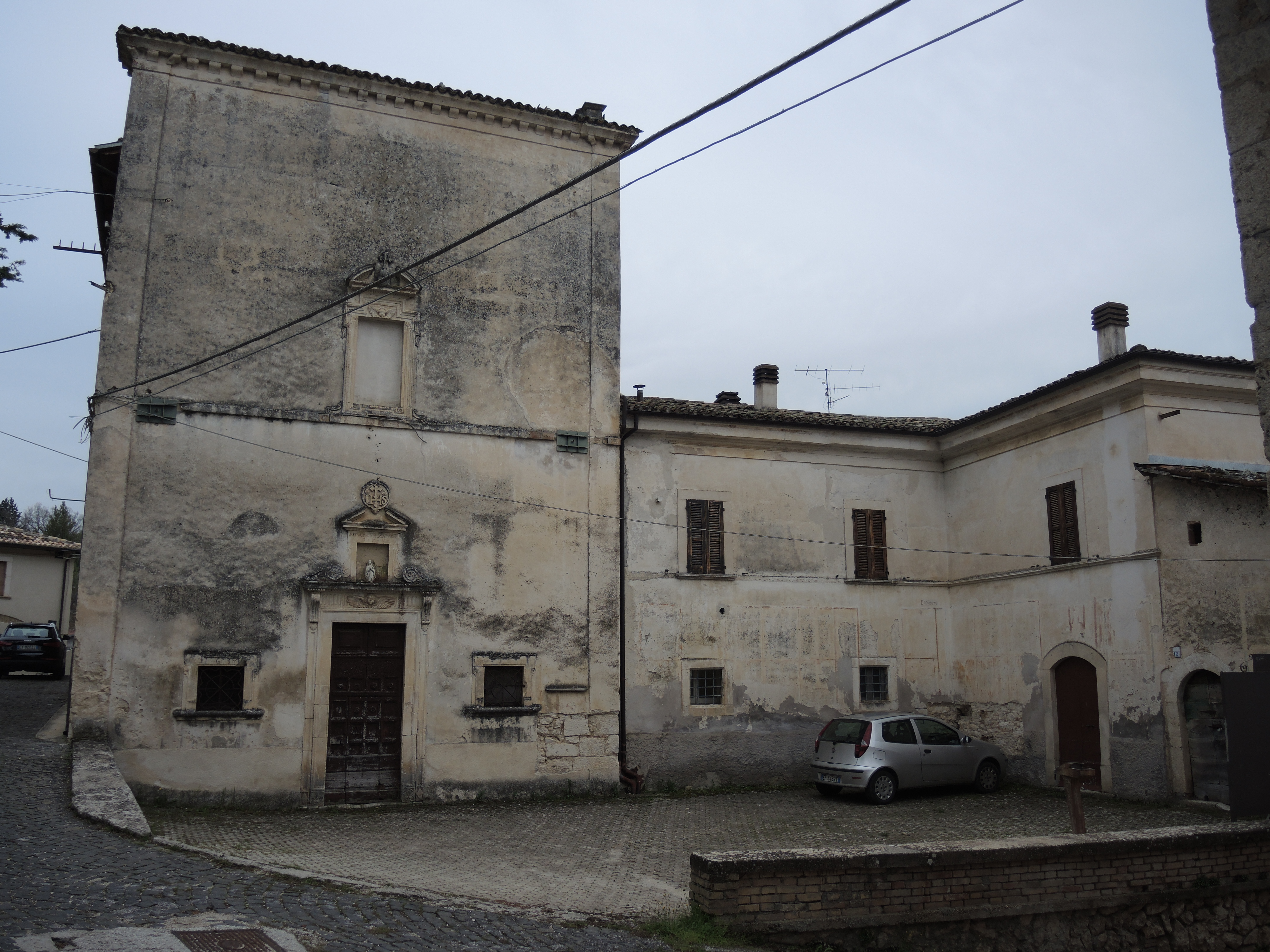
Chiesa della Madonna del Rifugio

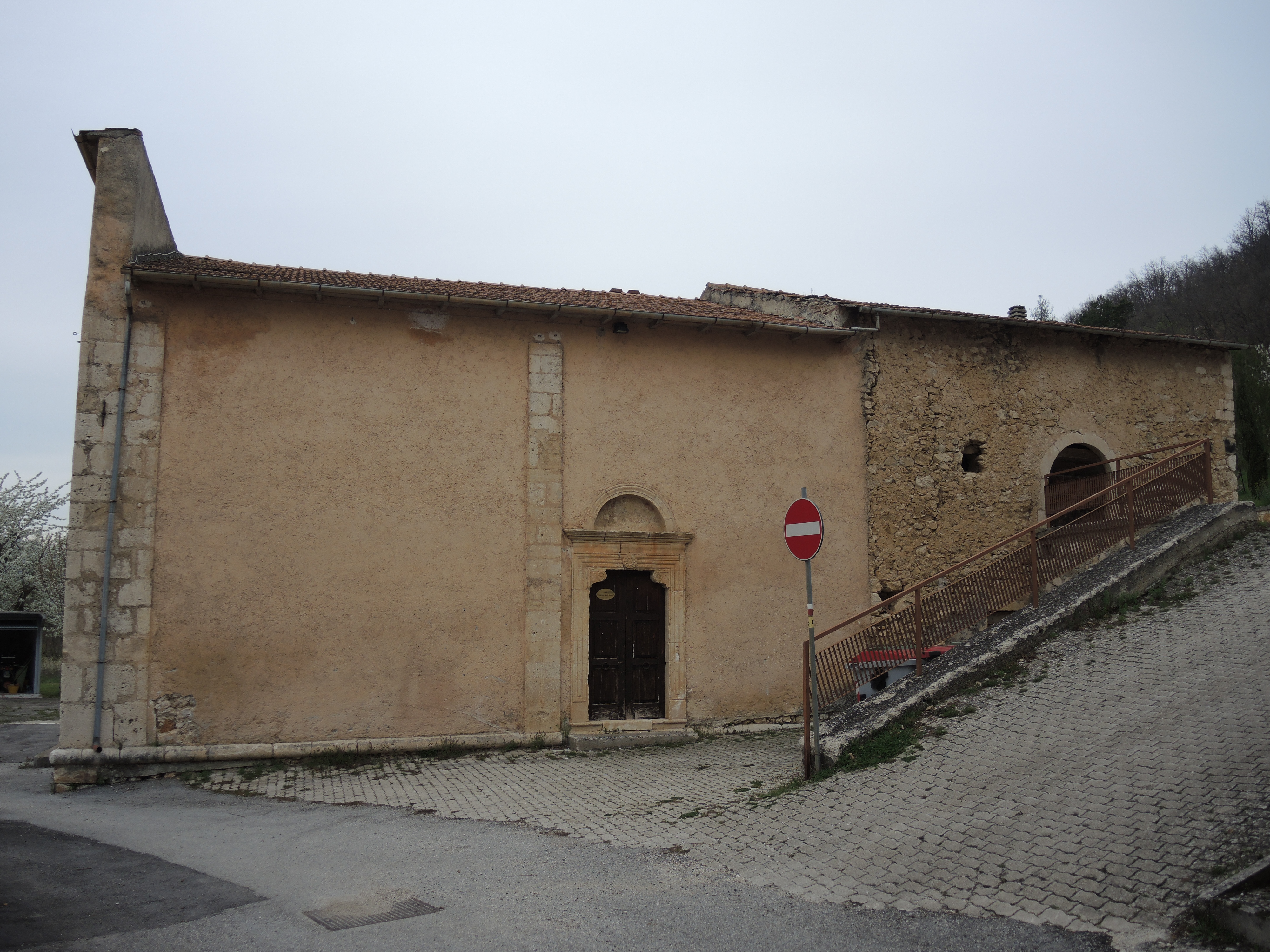
Chiesa di Santa Maria degli Angeli, lato con portale romanico

Chiesa di San Michele arcangeloÈ posta appena fuori dai resti del castello, a circa 400 metri di distanza dall'attuale centro abitato. Datata al XV secolo, presenta una facciata quadrangolare, con portale centrale e finestra sovrastante, volta a sud verso il castello; la parte retrostante è caratterizzata dalla presenza di una torre campanaria cuspidata. All'interno è un importante apparato decorativo rinascimentale con la Madonna col Bambino in terracotta policroma, due statue lignee rappresentanti San Michele arcangelo, attribuito a Giovanni di Biasuccio da Fontavignone databile agli anni settanta del Quattrocento, e San Rocco, una croce d'argento e alcuni affreschi.
Chiesa della Madonna del RifugioSi trova a Beffi Superiore, ed è la chiesa principale di questo sobborgo; attualmente si presenta in stile tardo settecentesco, ospitò la confraternita della Madonna di Loreto. Presenta una facciata piana divisa da cornice, con in basso un bel portale architravato a timpano spezzato, sopra una piccola edicoletta quadra con la statua della Madonna, sopra l'architrave di portale, con il timpano spezzato, i cui bracci terminano a volute a girale. Anche il finestrone centrale ha un bell'architrave a timpano spezzato, con la decorazione di una testa d'angelo con ali, e del simbolo della confraternita. L'interno è a navata unica, intonacato di bianco. L'ex convento annesso fu sede del Comando dei Carabinieri di Acciano.
Chiesa di Santa Maria degli AngeliChiesa situata verso la discesa di Beffi Inferiore, risale al XV secolo, come dimostra l'aspetto ancora tardo romanico, con facciata quadrata all'aquilana, oculo centrale e portale romanico con arco a tutto sesto, che prima accoglieva un affresco; il portale è coevo dell'ingresso laterale. L'interno è in stile ottocentesco.

### Architetture militari
Borgo fortificatoIl Castello di Beffi era un Borgo Fortificato, costituì fino al XVIII secolo il nucleo principale del paese. Si tratta di un castello di pendio con funzione difensiva, interamente recintato da una cinta muraria e caratterizzato da una torre per le comunicazioni. Presentava un impianto planimetrico di grande varietà di cui oggi rimangono interessanti resti; all'ingresso del borgo è visibile un portale d'accesso a sesto acuto sormontato dallo stemma del paese.
Torre medievaleLa torre medievale è il simbolo del paese e l'elemento più iconico del borgo fortificato. Viene data al XII secolo ed era posta in comunicazione con la torre di Goriano Valli, al di là dell'Aterno. In conci di pietra, presenta una pianta poligonale irregolare essendo stata realizzata per sovrapposizioni. La torre è visitabile all'interno.  Ha 4 piani ed un piccolo e suggestivo ingresso per arrivare su alla terrazza, che presenta ancora le merlature originarie. La vista panoramica sul massiccio del Sirente è unica. Il Castello, con la sua Torre pentagonale aveva la funzione di avvistamento e difesa, in relazione alle vicine torri di Roccapreturo, di Goriano Valli (dirimpettaia), Tione degli Abruzzi. Queste, insieme alle numerose Torri del territorio aquilano, costituivano un ampio sistema di comunicazione. In particolare quella di Beffi era a controllo del territorio della media-bassa Valle dell'Aterno e della Valle Subequana verso Acciano. 
Ponte romanoSi trova lungo l'Aterno a ridosso della vallata. Consta di due archi di pietra irregolare di fiume. Delle leggende vogliono che nel 1294 Pietro da Morrone vi passò, con la scorta di re Carlo II d'Angiò, per andare all'Aquila dove fu incoronato pontefice nella basilica di Santa Maria di Collemaggio. Il ponte romano di Beffi subì modifiche e opere di rafforzamento in epoca medievale. Si trova tra il castello di Beffi e quello di Goriano Valli, ad oggi è ancora un importante collegamento tra le due sponde del fiume. Al lato del ponte sono presenti i resti delle carreggiate della strada ed edicole votive scavate nella roccia.

## Cultura

### Eventi
Di seguito i principali eventi del paese:
- 16 gennaio: festa di Sant'Antonio abate
- 2 giugno: festa di Sant'Erasmo vescovo e martire
- 16 agosto: festa di San Rocco
- 2ª domenica di novembre: fiera della capra

## Infrastrutture e trasporti
Beffi è posto lungo la strada statale 261 Subequana che collega L'Aquila a Molina Aterno, dove l'arteria si innesta sulla strada statale 5 Via Tiburtina Valeria. Il paese dispone inoltre di una stazione ferroviaria della linea Terni-Rieti-L'Aquila-Sulmona collocata nelle vicinanze di San Lorenzo, circa 3 km a nord di Beffi.